# Arbre de camp
L'arbre de camp és un concepte de lexicografia i terminologia. Representa l'estructura conceptual d'un diccionari i és la base per al recull de termes i unitats terminològiques.
El TERMCAT, en el Diccionari d'educació, precisa que l'arbre de camp és “l'esquema de l'estructura interna del diccionari que en delimita l'abast temàtic, permet classificar-ne els termes i facilita el tractament sistemàtic del conjunt de la informació”.

## Concepte
Una de les eines més útils a l'hora d'elaborar un treball terminogràfic, ja sigui un diccionari, un lèxic o un glossari, és l'arbre de camp. Podem entendre l'arbre de camp com un esquema jerarquitzat de les diverses àrees d'un àmbit que es tindran en compte per elaborar el diccionari. L'arbre de camp és una estructura dinàmica que es va modificant durant el procés d'elaboració d'un treball terminogràfic.
L'elaboració de l'arbre de camp és una feina conjunta entre el terminòleg i l'especialista. És preferible que el disseny de l'arbre de camp sigui flexible per adaptar-se als canvis que hi haurà al llarg del treball. Generalment, el comença elaborant el terminòleg que fa una primera proposta. Davant la proposta d'arbre de camp, l'especialista ha de dir si l'enfocament és el correcte, si s'han de fer més subdivisions, si hi falta alguna branca, etc. Probablement, l'arbre de camp experimentarà més modificacions al llarg del procés d'elaboració a mesura que anem avançant en el camp de treball.

## Funció
L'arbre de camp no és una finalitat sinó una eina de treball. Les principals funcions que li atribueix el TERMCAT són: delimitar l'àrea de treball, controlar la pertinença dels termes, fer de suport en la redacció de les definicions, controlar la intervenció dels especialistes i permetre la recuperació d'informació per blocs temàtics.
Segons Rosa Estopà les finalitats de l'arbre de camp són moltes, però n'hi ha dues que són fonamentals. La primera, gràcies a l'arbre de camp podem saber si la nomenclatura del treball està completa. La segona, l'arbre de camp és una guia per elaborar les definicions, ja que els termes d'una obra solen compartir plantilles de definició.

## Exemple d'arbre de camp
Vocabulari dels trastorns del llenguatge oral i llenguatge escrit
Arbre de camp
1. Problemes del llenguatge oral
  1. Problemes de parla
  2. Problemes de fluïdesa
  3. Problemes de fonació
2. Problemes del llenguatge escrit
3. Intervenció
  1. Intervenció directa
  2. Intervenció indirecta
4. Recursos

Com hem vist en l'exemple anterior, l'arbre de camp se sol representar en un diagrama, generalment un arbori. Els arbres de camp no són fàcils d'elaborar ni tampoc existeix cap normativa de com elaborar-los.
Finalment, cal tenir ben present que l'arbre de camp no és un instrument estàtic, sinó que s'anirà elaborant i modificant durant tot el procés del treball.